# Ain
Der Ain [ɛ̃] ist ein Fluss in Frankreich, der in den Regionen Bourgogne-Franche-Comté und Auvergne-Rhône-Alpes verläuft und in die Rhône mündet. Er durchquert die Départements Jura und Ain, für das er auch als Namensgeber fungiert.

## Geografie

### Source de l’Ain

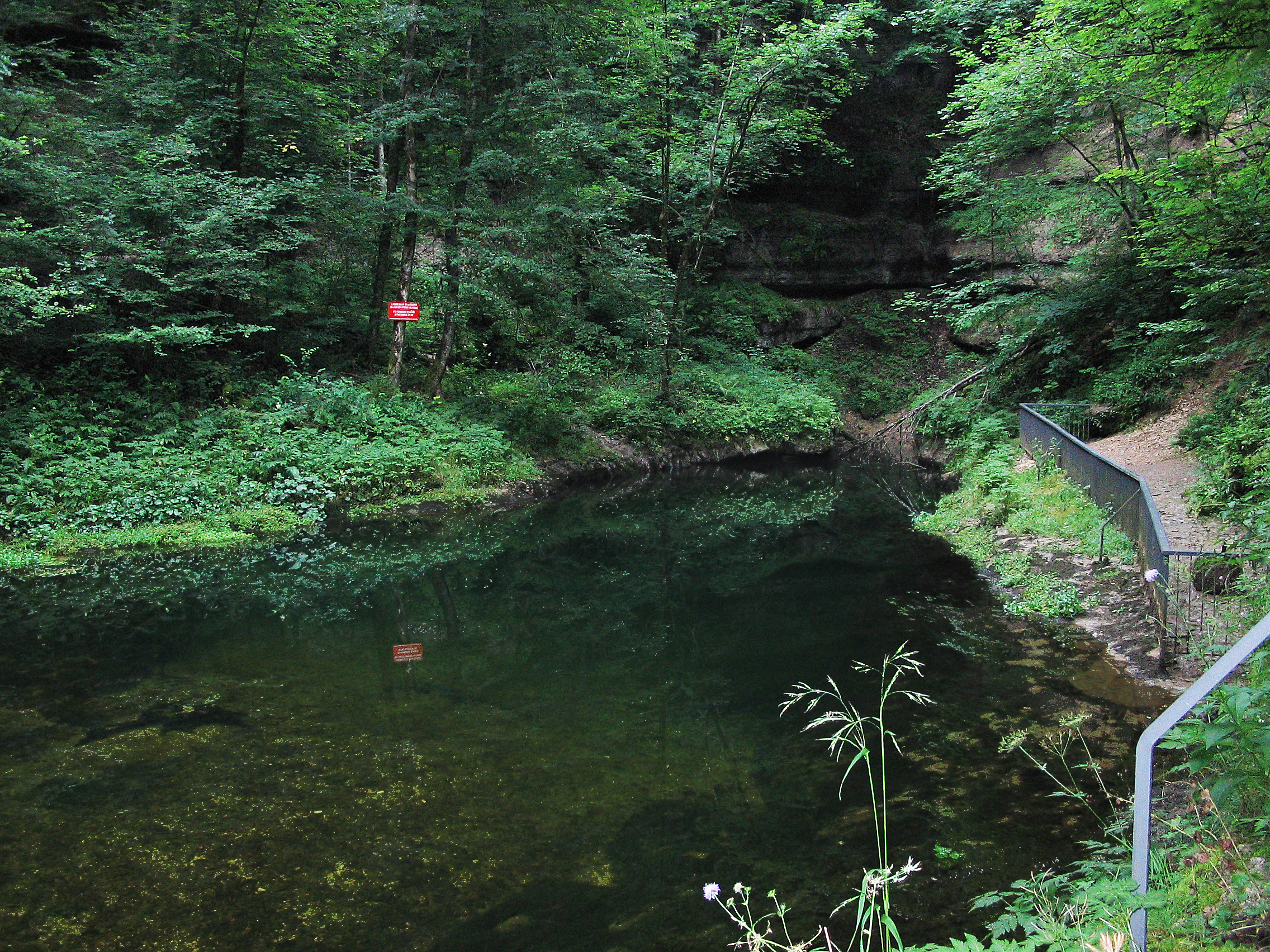
Quelltopf des Ain

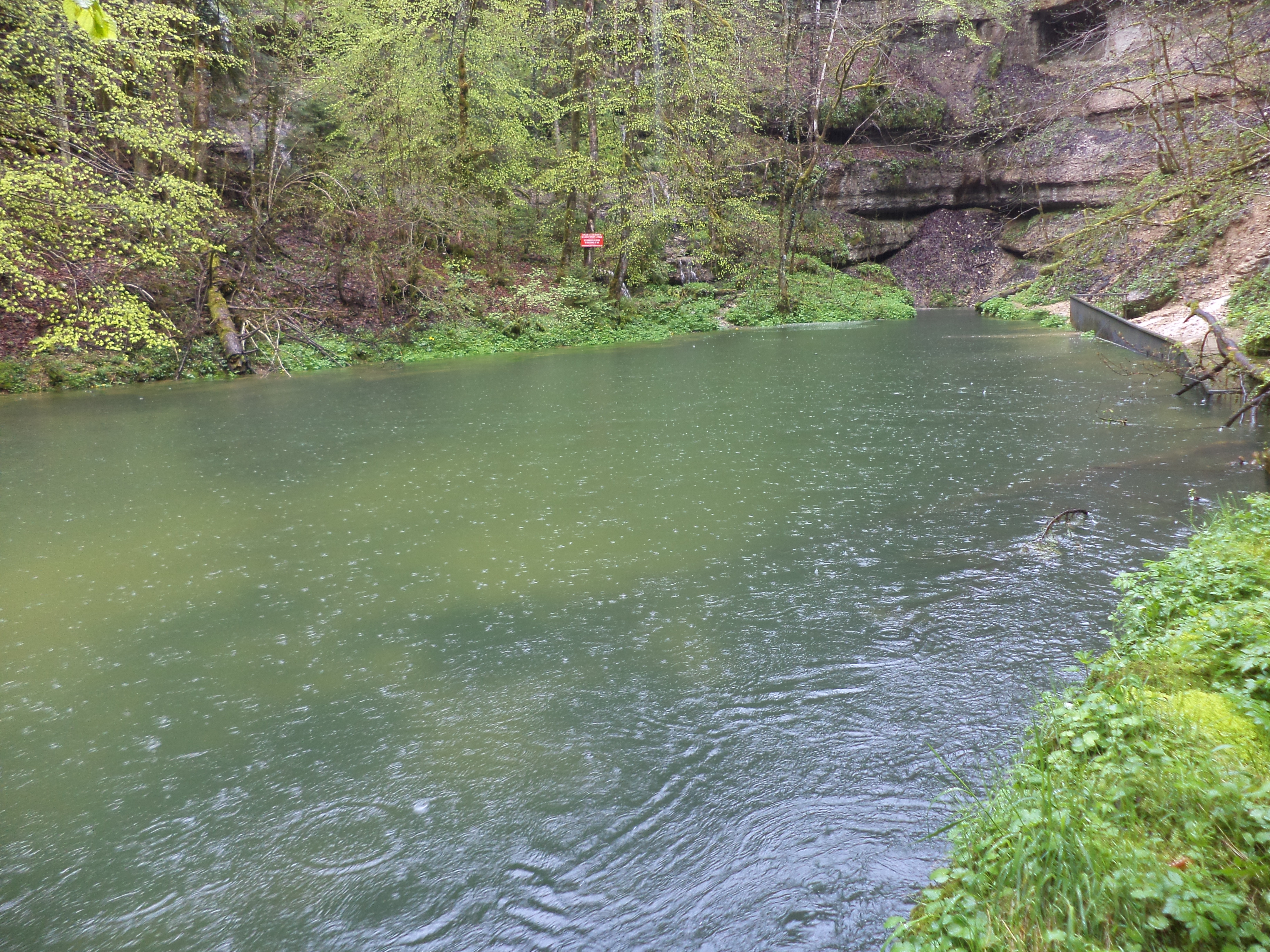
Source de l’Ain (bei erhöhtem Wasserstand)

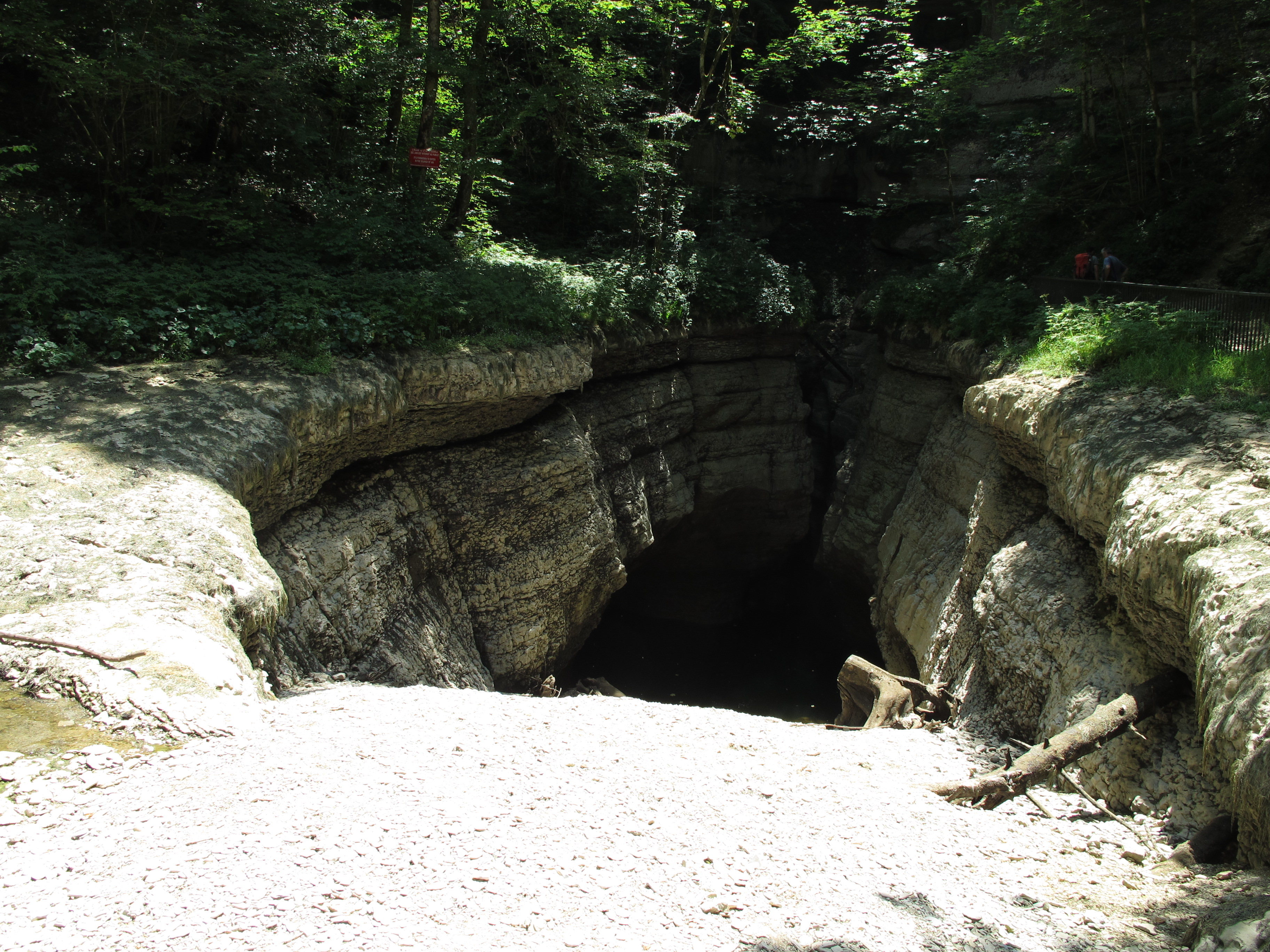
Source de l’Ain (ohne Schüttung)

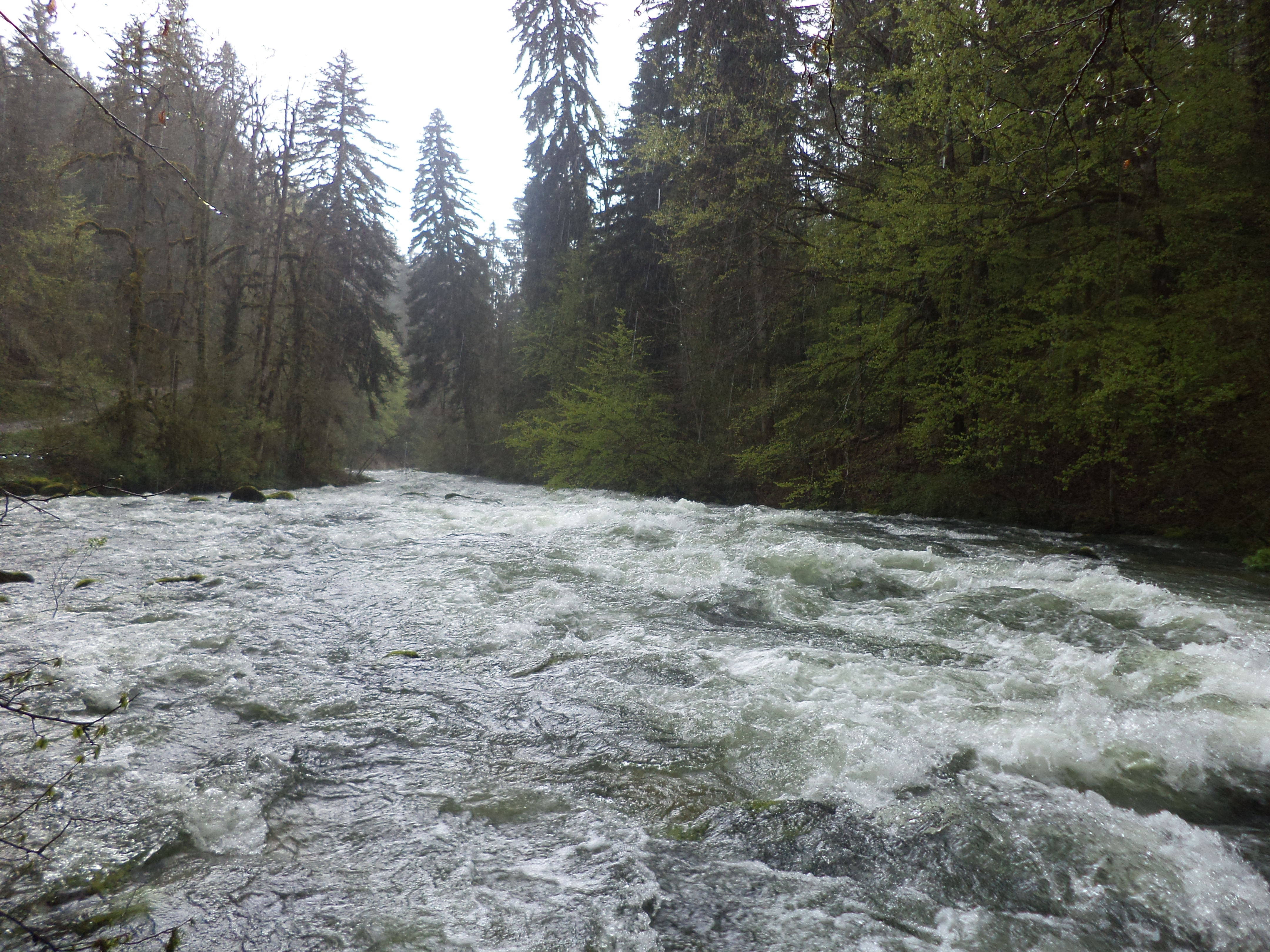
Der Ain ca. 100 m nach der Quelle

Die Source de l’Ain (dt. Quelle des Ain) ist eine mächtige Karstquelle aus dem verkarsteten Gestein des französischen Jura. Der Quelltopf liegt in einem schmalen, bewaldeten Tal an der Gemeindegrenze von Conte und Nozeroy, auf etwa 680 m Höhe. Er kann bis zu 60.000 l/s schütten, aber auch komplett versiegen. Wenn es nach Starkregen oder der Schneeschmelze zur Maximalschüttung kommt, steht die Aussichtsplattform um die Quelle oft komplett unter Wasser. Nur bei absoluter Trockenheit der Quelle kann das große Höhlenportal am Grund der Source de l’Ain bis zu 35 m begangen werden. Je nach Wasserstand ändert sich auch die Farbe des Quellwassers. Nach Versiegen der Quelle ist der erste wasserführende Zufluss des Ains die etwa 11 km lange Serpentine, die ungefähr einen Kilometer unterhalb der Source de l’Ain von Nordosten in das Tal einfließt.

### Verlauf

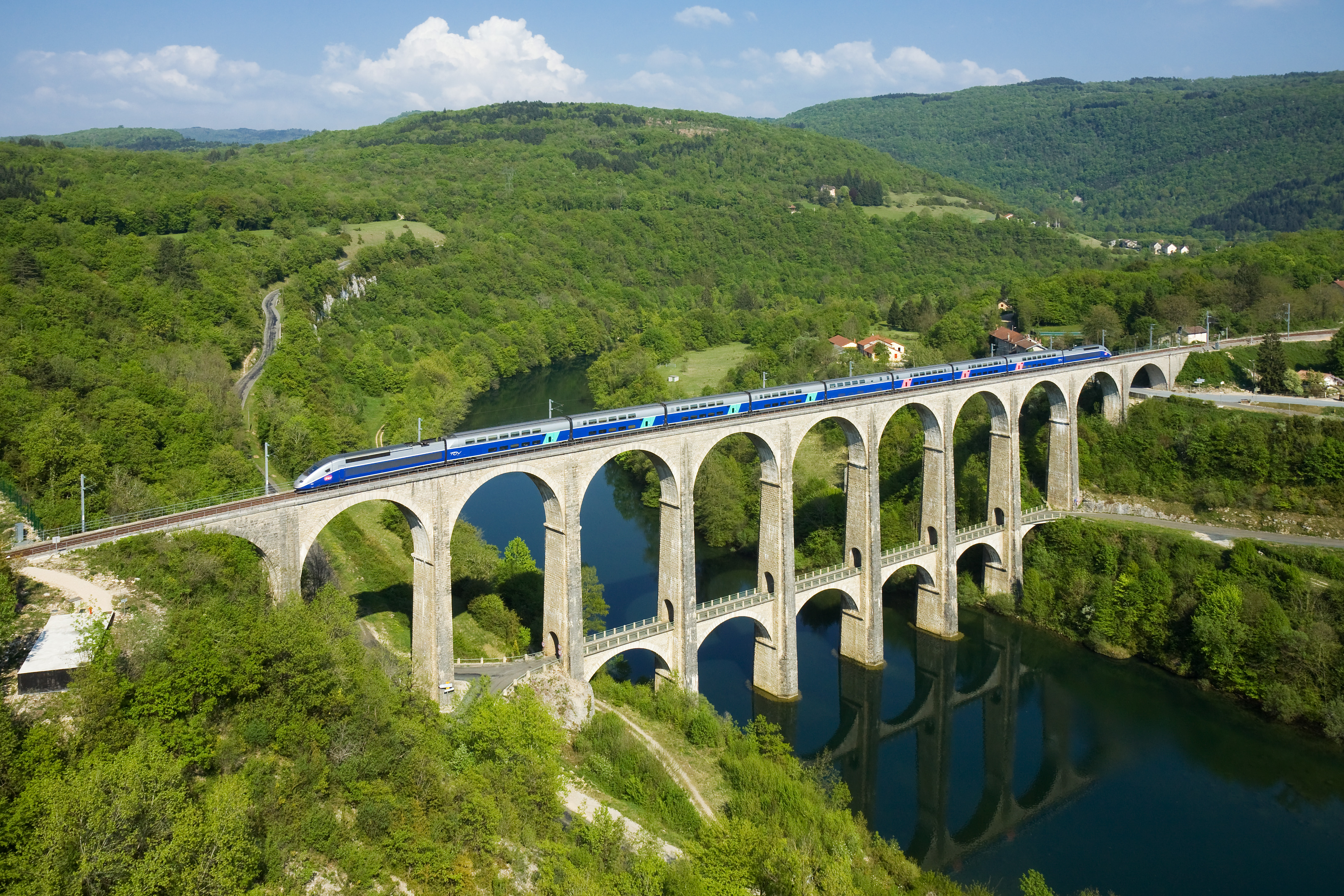
Ein TGV Duplex auf dem Cize-Bolozon-Viadukt über dem Ain

Der Ain fließt im Wesentlichen in südsüdwestlicher Richtung, nimmt zahlreiche Bäche und Flüsse auf, den Jura tief einschneidend. Bei Syam wird er abrupt nach Nordwest geleitet und erreicht hinter Champagnole ein etwa 20 Kilometer langes Hochtal in seiner ursprünglichen Fließrichtung, durch das er in mächtigen Mäandern verläuft. Südwestlich von Poncin verlässt der Ain seine Schlucht um in hügeligem Gelände der Rhône zuzustreben, in die er nach einer Gesamtstrecke von rund 190 Kilometern im Gemeindegebiet von Saint-Maurice-de-Gourdans (ca. 40 km oberhalb von Lyon) als rechter Nebenfluss einmündet.

### Nebenflüsse
(Reihenfolge in Fließrichtung)
| Name       | Länge in km | Mündungsseite |
| ---------- | ----------- | ------------- |
| Serpentine | 11          | rechts        |
| Saine      | 19          | links         |
| Angillon   | 27          | rechts        |
| Hérisson   | 21          | links         |
| Drouvenant | 18          | links         |
| Cimante    | 11          | links         |
| Bienne     | 69          | links         |
| Oignin     | 44          | links         |
| Valouse    | 42          | rechts        |
| Riez       | 13          | links         |
| Oiselon    | 14          | links         |
| Suran      | 74          | rechts        |
| Cozance    | 12          | links         |
| Albarine   | 59          | links         |
| Toison     | 15          | rechts        |

### Orte am Fluss
- Sirod
- Syam
- Champagnole
- Crotenay
- Pont-de-Poitte
- Moirans-en-Montagne
- Thoirette
- Poncin
- Neuville-sur-Ain
- Pont-d’Ain
- Priay
- Châtillon-la-Palud
- Chazey-sur-Ain
- Saint-Jean-de-Niost
- Saint-Maurice-de-Gourdans

## Hydrologie

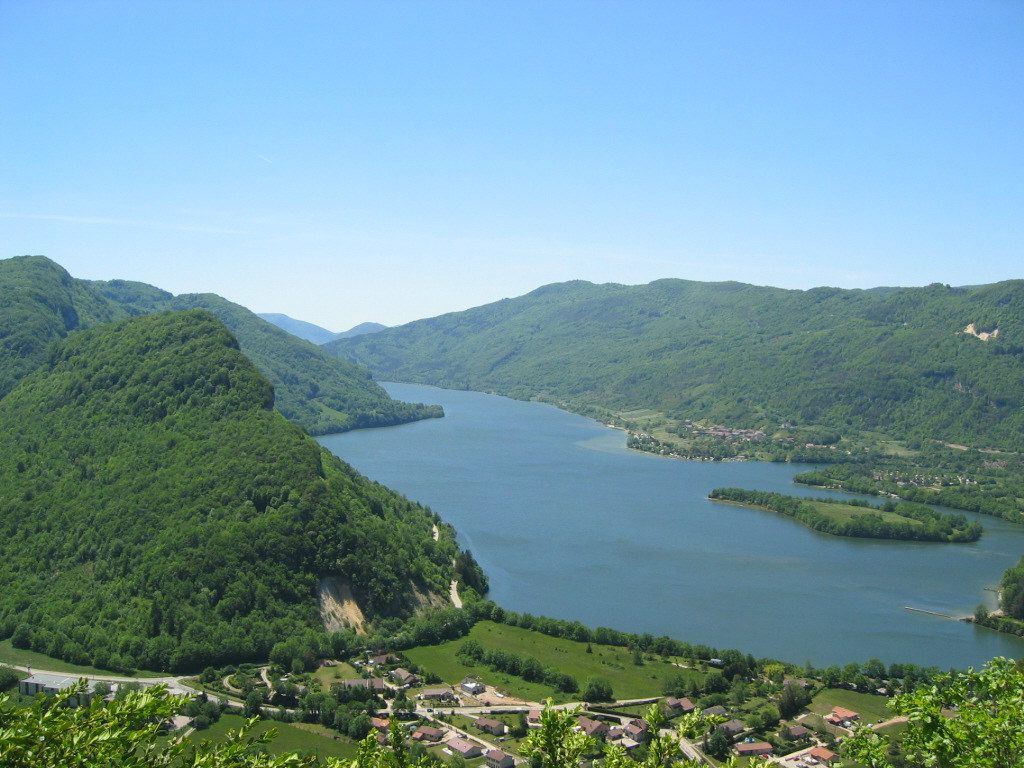
Der Lac de Coiselet

Der Ain erreicht auf seinem Weg ins Tal ein maximales Gefälle von 12 bis 18 Promille. Er wird in seinem Lauf 15 mal zur Energiegewinnung in Stauseen aufgestaut, z. B. im Lac de Coiselet und im Lac de Vouglans. Der Lac de Vouglans dient neben der Stromerzeugung auch der Bändigung von Starkwasserereignissen, die bevorzugt im Frühjahr und im Herbst auftreten.

## Weitere Zuflüsse der Rhone
- siehe Liste von Zuflüssen der Rhone